# Afrique du Sud aux Jeux olympiques
L'Afrique du Sud participe aux Jeux olympiques pour la première fois en 1904. Elle est alors présente à toutes les compétitions d'été jusqu'en 1960. En 1962, sa politique d'apartheid condamne le pays à être exclu des Jeux olympiques jusqu'en 1992 et provoquera, indirectement, un large boycott des autres pays africains en 1976.

## Histoire
En 1907, le CIO autorise les quatre colonies britanniques (celles du Cap, de la rivière Orange du Natal et du Transvaal) à présenter une équipe commune lors des Jeux de Londres en 1908. En conséquence le premier comité national olympique est formé début 1908 et envoie une équipe de sept athlètes (tous Blancs) à Londres, avant même que l'Union d'Afrique du Sud ne soit constituée en 1910.
À la suite d'une plainte indienne instruite dès 1948, sur la discrimination à l'égard des populations indiennes en Afrique du Sud, les Nations unies s'intéressent à cette situation qui sera plus tard connue sous le nom d'apartheid. C'est le début de l'opposition internationale à l'apartheid. Les Nations unies finissent par créer un Comité spécial chargé d’étudier la politique d’apartheid du gouvernement de la République sud-africaine (plus tard rebaptisé le Comité spécial contre l’apartheid). En 1962 est adoptée la résolution 1761 contre l'apartheid. En 1968, l'Assemblée générale demande à tous les États et organisations de « suspendre tous les échanges à caractère culturel, éducatif ou sportif et autres avec le régime raciste et avec les organisations ou les institutions » de ce pays. En novembre 1971, dans la résolution 2775D (XXVI), elle appelle à un boycott des équipes sportives sélectionnées en violation du principe olympique de non-discrimination. En 1972, le Comité national olympique sud-africain (SANOC) est définitivement exclus du mouvement olympique, sa dernière participation aux Jeux datant de ceux de Rome en 1960.
Tout au long de cette période, l'Union d'Afrique du Sud entretient la tradition de ne sélectionner que des équipes sportives de la seule minorité blanche. Au début, aucune loi n'exigeait un tel choix, c'était juste la façon pratiquée : le sport demeurait le domaine de l'homme blanc. Les Sud-Africains blancs au début ne croyaient pas puis finirent par protester contre le fait que le monde international refusait cette situation. C'est lors de la 55e session du CIO à Munich en 1959 que fut posée, pour la première fois, la question sur le fait que le Comité national olympique sélectionne une équipe olympique uniquement sur des critères sportifs. Une motion est votée pour expulser l'Afrique du Sud du mouvement olympique. Reg Honey, un avocat de Johannesburg membre du CIO, rassure ses collègues sur le fait que le gouvernement sud-africain délivrerait des passeports à tout Sud-Africain sélectionné aux Jeux.
Malgré cette situation, ce sont 57 Blancs qui sont choisis pour aller aux Jeux de 1960 à Rome. Gert Potgieter, le capitaine de l'équipe d'athlétisme, quinze jours avant les compétitions, est victime d'un accident en Allemagne lors d'une nuit, après qu'il avait été reproché à la délégation de Melbourne le manque de sérieux et de discipline. Le responsable de l'équipe démissionne. Le gouvernement sud-africain avait auparavant formulé une politique en matière sportive en 1956 : les blancs et les noirs n'étaient pas autorisés à faire du sport ensemble et le privilège de représenter l'Afrique du Sud était accordé aux Blancs uniquement.
En janvier 1959 est fondée à Durban la South African Sports Association (SASA) avec comme objectif principal de travailler pour la reconnaissance de tous les sportifs sud-africains et pour le droit des Non-Blancs à représenter leur pays. le passeport de Dennis Brutus, le secrétaire général de la SASA, qui voulait défendre cette position à la session de 1960 à Rome, est refusé. Le 24 avril 1962, le Comité national olympique sud-africain déclare qu'il soutient le principe olympique du non-racisme en sport tout en étant en accord avec le gouvernement sud-africain. Le 24 mai 1962, Dennis Brutus écrit à Otto Mayer, secrétaire du CIO, pour lui demander l'expulsion du mouvement olympique du CNO sud-africain. Il lui reproche de ne pas s'opposer à la discrimination raciale imposée par le gouvernement. Après sa session à Moscou en 1962, le CIO écrit au SANOC en lui indiquant que si la politique de discrimination raciale ne change pas avant la session prévue à Nairobi en octobre 1963, le CNO serait suspendu. Il est proposé de réunir la SASA et le SANOC mais ce dernier renâcle et demande à la SASA de lui prouver sa représentativité. Le 7 octobre 1962, la SASA prononce sa dissolution pour établir le South African Non-racial Olympic Committee (SANROC) avec Dennis Brutus comme président. Le 9 octobre, Brutus écrit au SANOC pour lui préciser que la constitution formelle du SANROC est prévue pour janvier 1963 et lui demande de commencer des pourparlers avant cette date. Mais le SANOC tergiverse pour ne répondre que le 24 décembre en refusant de discuter avec une organisation non officielle. Le 13 janvier 1963, le meeting est prévu au Patidar Hall à Fordsburg, un dimanche. Le général H. B. Klopper lui répond qu'il n'assiste qu'aux réunions de son église le dimanche. Jan de Klerk fait une déclaration de presse menaçant les organisations sportives qui ne respecteraient pas la politique du gouvernement d'établir de nouvelles lois en la matière pour renforcer cette politique. En mai 1963, Dennis Brutus n'est plus autorisé à participer à des réunions de plus de 3 personnes. Le 14 mai 1963, le SANOC invite le SANROC à une réunion le 29 mai mais dès que le meeting commence la police arrête Brutus, un des délégués du SANROC. Brutus s'enfuit via le Swaziland pour Londres. Le CIO exige du SANOC un changement de la politique de discrimination avant le 31 décembre 1963 à peine d'exclusion. Au début de 1964, l'Afrique du Sud organise pour la première fois des sélections séparées entre Blancs et Noirs, l'équipe pour Tokyo étant ensuite choisie sur la base des meilleurs résultats sportifs. Cette équipe comprend pour la première fois 7 Noirs. Le gouvernement prévoit d'émettre des passeports pour toute l'équipe mais précise qu'ils ne doivent pas prendre le même avion ni résider dans les mêmes quartiers du village olympique. L'invitation à participer aux Jeux olympiques de 1964 est alors retirée. Le SANROC est interdit en 1965. En 1967, une nouvelle politique est prévue : en dehors des frontières sud-africaines, il sera permis de pratiquer du sport entre Noirs et Blancs, mais l'interdiction demeure sur le territoire sud-africain. Lord Killanin visite alors l'Afrique du Sud en mai 1967 : son rapport conseille au CIO d'inviter le SANOC aux Jeux de Mexico en 1968, ce qui fut fait, mais le gouvernement mexicain assura ne pas pouvoir garantir la sécurité de l'équipe sud-africaine, ce qui rendit cette invitation inopérante.
En 1970, la session du CIO à Amsterdam retire la reconnaissance au SANOC : l'Afrique du Sud est exclue du mouvement olympique.
Ce n'est qu'après la libération de Nelson Mandela en 1990 et le processus de démocratisation que le 25 juillet 1991 que l'Afrique du Sud est de nouveau invitée à participer aux Jeux. Le pays est donc à nouveau parmi les participants à partir de 1992.

## Bilan général
Après 2016, l'Afrique du Sud totalise 86 médailles (25 médailles d'or, 32 médaille d'argent et 29 médailles de bronze) en 25 participations aux Jeux olympiques (19 fois aux jeux d'été et 6 fois aux jeux d'hiver).
L'Afrique du Sud n'a jamais été pays organisateur des Jeux olympiques.

### Par année
Les Jeux de 1912 à Stockholm ont permis à la délégation sud-africaine de remporter 4 titres olympiques.
C'est aux Jeux de 1920 à Anvers et Jeux de 1952 à Helsinki, que la moisson fut la meilleure avec 10 médailles (3 en or, 4 en argent et 3 en bronze puis 2 en or, 4 en argent et 4 en bronze).
| Année            | Athlètes          | Médaille d'or, Jeux olympiques | Médaille d'argent, Jeux olympiques | Médaille de bronze, Jeux olympiques | Total             | Rang              |
| Saint-Louis 1904 | 8                 | 0                              | 0                                  | 0                                   | 0                 | -                 |
| Londres 1908     | 14                | 1                              | 1                                  | 0                                   | 2                 | 14e               |
| Stockholm 1912   | 21                | 4                              | 2                                  | 0                                   | 6                 | 7e                |
| Anvers 1920      | 39                | 3                              | 4                                  | 3                                   | 10                | 11e               |
| Paris 1924       | 30                | 1                              | 1                                  | 1                                   | 3                 | 18e               |
| Amsterdam 1928   | 24                | 1                              | 0                                  | 2                                   | 3                 | 23e               |
| Los Angeles 1932 | 12                | 2                              | 0                                  | 3                                   | 5                 | 15e               |
| Berlin 1936      | 32                | 0                              | 1                                  | 0                                   | 1                 | 25e               |
| Londres 1948     | 35                | 2                              | 1                                  | 1                                   | 4                 | 18e               |
| Helsinki 1952    | 64                | 2                              | 4                                  | 4                                   | 10                | 12e               |
| Melbourne 1956   | 50                | 0                              | 0                                  | 4                                   | 4                 | 33e               |
| Rome 1960        | 55                | 0                              | 1                                  | 2                                   | 3                 | 28e               |
| Tokyo 1964       | N'a pas participé | N'a pas participé              | N'a pas participé                  | N'a pas participé                   | N'a pas participé | N'a pas participé |
| Mexico 1968      | N'a pas participé | N'a pas participé              | N'a pas participé                  | N'a pas participé                   | N'a pas participé | N'a pas participé |
| Munich 1972      | N'a pas participé | N'a pas participé              | N'a pas participé                  | N'a pas participé                   | N'a pas participé | N'a pas participé |
| Montréal 1976    | N'a pas participé | N'a pas participé              | N'a pas participé                  | N'a pas participé                   | N'a pas participé | N'a pas participé |
| Moscou 1980      | N'a pas participé | N'a pas participé              | N'a pas participé                  | N'a pas participé                   | N'a pas participé | N'a pas participé |
| Los Angeles 1984 | N'a pas participé | N'a pas participé              | N'a pas participé                  | N'a pas participé                   | N'a pas participé | N'a pas participé |
| Séoul 1988       | N'a pas participé | N'a pas participé              | N'a pas participé                  | N'a pas participé                   | N'a pas participé | N'a pas participé |
| Barcelone 1992   | 93                | 0                              | 2                                  | 0                                   | 2                 | 41e               |
| Atlanta 1996     | 84                | 3                              | 1                                  | 1                                   | 5                 | 27e               |
| Sydney 2000      | 127               | 0                              | 2                                  | 3                                   | 5                 | 55e               |
| Athènes 2004     | 106               | 1                              | 3                                  | 2                                   | 6                 | 43e               |
| Pékin 2008       | 134               | 0                              | 1                                  | 0                                   | 1                 | 70e               |
| Londres 2012     | 124               | 4                              | 1                                  | 1                                   | 6                 | 23e               |
| Rio 2016         | 137               | 2                              | 6                                  | 2                                   | 10                | 30e               |
| Tokyo 2020       | 177               | 1                              | 2                                  | 0                                   | 3                 | 52e               |
| Paris 2024       | 149               | 1                              | 3                                  | 2                                   | 6                 | 44e               |
| Total            | 1515              | 28                             | 36                                 | 32                                  | 96                | 38e               |

| Année               | Athlètes          | Médaille d'or, Jeux olympiques | Médaille d'argent, Jeux olympiques | Médaille de bronze, Jeux olympiques | Total             | Rang              |
| Squaw Valley 1960   | 4                 | 0                              | 0                                  | 0                                   | 0                 | -                 |
| Innsbruck 1964      | N'a pas participé | N'a pas participé              | N'a pas participé                  | N'a pas participé                   | N'a pas participé | N'a pas participé |
| Grenoble 1968       | N'a pas participé | N'a pas participé              | N'a pas participé                  | N'a pas participé                   | N'a pas participé | N'a pas participé |
| Sapporo 1972        | N'a pas participé | N'a pas participé              | N'a pas participé                  | N'a pas participé                   | N'a pas participé | N'a pas participé |
| Innsbruck 1976      | N'a pas participé | N'a pas participé              | N'a pas participé                  | N'a pas participé                   | N'a pas participé | N'a pas participé |
| Lake Placid 1980    | N'a pas participé | N'a pas participé              | N'a pas participé                  | N'a pas participé                   | N'a pas participé | N'a pas participé |
| Sarajevo 1984       | N'a pas participé | N'a pas participé              | N'a pas participé                  | N'a pas participé                   | N'a pas participé | N'a pas participé |
| Calgary 1988        | N'a pas participé | N'a pas participé              | N'a pas participé                  | N'a pas participé                   | N'a pas participé | N'a pas participé |
| Albertville 1992    | N'a pas participé | N'a pas participé              | N'a pas participé                  | N'a pas participé                   | N'a pas participé | N'a pas participé |
| Lillehammer 1994    | 2                 | 0                              | 0                                  | 0                                   | 0                 | -                 |
| Nagano 1998         | 2                 | 0                              | 0                                  | 0                                   | 0                 | -                 |
| Salt Lake City 2002 | 1                 | 0                              | 0                                  | 0                                   | 0                 | -                 |
| Turin 2006          | 3                 | 0                              | 0                                  | 0                                   | 0                 | -                 |
| Vancouver 2010      | 2                 | 0                              | 0                                  | 0                                   | 0                 | -                 |
| Sotchi 2014         | N'a pas participé | N'a pas participé              | N'a pas participé                  | N'a pas participé                   | N'a pas participé | N'a pas participé |
| Pyongchang 2018     | 1                 | 0                              | 0                                  | 0                                   | 0                 |                   |
| Pékin 2022          | N'a pas participé | N'a pas participé              | N'a pas participé                  | N'a pas participé                   | N'a pas participé | N'a pas participé |
| Total               | 15                | 0                              | 0                                  | 0                                   | 0                 | -                 |

### Par sport
| Place | Sport       | Médaille d'or, Jeux olympiques | Médaille d'argent, Jeux olympiques | Médaille de bronze, Jeux olympiques | Total | Rang |
| 1     | Athlétisme  | 9                              | 15                                 | 7                                   | 31    | 26e  |
| 2     | Natation    | 8                              | 8                                  | 6                                   | 22    | 14e  |
| 3     | Boxe        | 6                              | 4                                  | 9                                   | 19    | 14e  |
| 4     | Tennis      | 3                              | 2                                  | 1                                   | 6     | 7e   |
| 5     | Cyclisme    | 1                              | 4                                  | 4                                   | 9     | 26e  |
| 6     | Aviron      | 1                              | 1                                  | 1                                   | 3     | 30e  |
| 7     | Tir         | 0                              | 1                                  | 0                                   | 1     | 62e  |
| 8     | Rugby       | 0                              | 0                                  | 2                                   | 2     | 11e  |
| 9     | Canoë-kayak | 0                              | 0                                  | 1                                   | 1     | 41e  |
|       | Triathlon   | 0                              | 0                                  | 1                                   | 1     | 15e  |
| Total | Total       | 28                             | 36                                 | 32                                  | 96    | 38e  |

## Sportifs médaillés

### Jeux d'été
| Médaille | Nom                                                             | Édition                  | Sport              | Épreuve                              |
| -------- | --------------------------------------------------------------- | ------------------------ | ------------------ | ------------------------------------ |
| or       | Lawrence Stevens                                                | Los Angeles 1932         | Boxe               | poids légers hommes                  |
| or       | David Carstens                                                  | Los Angeles 1932         | Boxe               | poids mi-lourds hommes               |
| bronze   | Marjorie Clark                                                  | Los Angeles 1932         | Athlétisme         | 80 m haies femmes                    |
| bronze   | Ernest Peirce                                                   | Los Angeles 1932         | Boxe               | poids moyens hommes                  |
| bronze   | Jenny Maakal                                                    | Los Angeles 1932         | Natation           | 400 m nage libre femmes              |
| argent   | Charles Catterall                                               | Berlin 1936              | Boxe               | poids plume hommes                   |
| or       | Gerald Dreyer                                                   | Londres 1948             | Boxe               | poids légers hommes                  |
| or       | George Hunter                                                   | Londres 1948             | Boxe               | poids mi-lourds hommes               |
| argent   | Dennis Shepherd                                                 | Londres 1948             | Boxe               | poids plume hommes                   |
| bronze   | John Arthur                                                     | Londres 1948             | Boxe               | poids lourds hommes                  |
| or       | Esther Brand                                                    | Helsinki 1952            | Athlétisme         | saut en hauteur femmes               |
| or       | Joan Harrison                                                   | Helsinki 1952            | Natation           | 100 m dos femmes                     |
| argent   | Daphne Robb-Hasenjäger                                          | Helsinki 1952            | Athlétisme         | 100 mètres femmes                    |
| argent   | Theunis Van Schalkwyk                                           | Helsinki 1952            | Boxe               | poids mi-lourds hommes               |
| argent   | Raymond Robinson Thomas Shardelow                               | Helsinki 1952            | Cyclisme sur piste | Men's 2 000 m tandem                 |
| argent   | George Estman Robert Fowler Thomas Shardelow Alfred Swift       | Helsinki 1952            | Cyclisme sur piste | poursuite par équipes 4 000 m hommes |
| bronze   | Willie Toweel                                                   | Helsinki 1952            | Boxe               | poids mouche hommes                  |
| bronze   | Leonard Leisching                                               | Helsinki 1952            | Boxe               | poids plume hommes                   |
| bronze   | Andries Nieman                                                  | Helsinki 1952            | Boxe               | poids lourds hommes                  |
| bronze   | Raymond Robinson                                                | Helsinki 1952            | Cyclisme sur piste | 1 km contre la montre hommes         |
| bronze   | Daniel Bekker                                                   | Melbourne/Stockholm 1956 | Boxe               | poids lourds hommes                  |
| bronze   | Henry Loubscher                                                 | Melbourne/Stockholm 1956 | Boxe               | poids mi-lourds hommes               |
| bronze   | Alfred Swift                                                    | Melbourne/Stockholm 1956 | Cyclisme sur piste | 1 km contre la montre hommes         |
| bronze   | Moira Abernethy Jeanette Myburgh Natalie Myburgh Susan Roberts  | Melbourne/Stockholm 1956 | Natation           | 4 x 100 m (relais) nage libre femmes |
| argent   | Daniel Bekker                                                   | Rome 1960                | Boxe               | poids lourds hommes                  |
| bronze   | Malcolm Clive Spence                                            | Rome 1960                | Athlétisme         | 400 mètres hommes                    |
| bronze   | William Meyers                                                  | Rome 1960                | Boxe               | poids plume hommes                   |
| argent   | Elana Meyer                                                     | Barcelone 1992           | Athlétisme         | 10 000 m femmes                      |
| argent   | Wayne Ferreira Piet Norval                                      | Barcelone 1992           | Tennis             | double masculin                      |
| or       | Josia Thugwane                                                  | Atlanta 1996             | Athlétisme         | marathon hommes                      |
| or       | Penelope Heyns                                                  | Atlanta 1996             | Natation           | 100 m brasse femmes                  |
| or       | Penelope Heyns                                                  | Atlanta 1996             | Natation           | 200 m brasse femmes                  |
| argent   | Hezekiel Sepeng                                                 | Atlanta 1996             | Athlétisme         | 800 m hommes                         |
| bronze   | Marianne Kriel                                                  | Atlanta 1996             | Natation           | 100 m dos femmes                     |
| argent   | Hestrie Cloete                                                  | Sydney 2000              | Athlétisme         | saut en hauteur femmes               |
| argent   | Terence Parkin                                                  | Sydney 2000              | Natation           | 200 m brasse hommes                  |
| bronze   | Llewellyn Herbert                                               | Sydney 2000              | Athlétisme         | 400 m haies hommes                   |
| bronze   | Frantz Kruger                                                   | Sydney 2000              | Athlétisme         | lancer du disque hommes              |
| bronze   | Penelope Heyns                                                  | Sydney 2000              | Natation           | 100 m brasse femmes                  |
| or       | Lyndon Ferns Ryk Neethling Roland Mark Schoeman Darian Townsend | Athènes 2004             | Natation           | 4 x 100 m (relais) nage libre hommes |
| argent   | Mbulaeni Mulaudzi                                               | Athènes 2004             | Athlétisme         | 800 m hommes                         |
| argent   | Hestrie Cloete                                                  | Athènes 2004             | Athlétisme         | saut en hauteur femmes               |
| argent   | Roland Mark Schoeman                                            | Athènes 2004             | Natation           | 100 m nage libre hommes              |
| bronze   | Donovan Cech Ramon Di Clemente                                  | Athènes 2004             | Aviron             | deux sans barreur hommes             |
| bronze   | Roland Mark Schoeman                                            | Athènes 2004             | Natation           | 50 m nage libre hommes               |
| argent   | Khotso Mokoena                                                  | Pékin 2008               | Athlétisme         | saut en longueur hommes              |
| or       | Caster Semenya                                                  | Londres 2012             | Athlétisme         | 800 m femmes                         |
| or       | Cameron van der Burgh                                           | Londres 2012             | Natation           | 100 m brasse hommes                  |
| or       | Chad le Clos                                                    | Londres 2012             | Natation           | 200 m papillon hommes                |
| or       | James Thompson Matthew Brittain John Smith Sizwe Ndlovu         | Londres 2012             | Aviron             | Quatre de pointe poids légers hommes |
| argent   | Chad le Clos                                                    | Londres 2012             | Natation           | 100 m papillon hommes                |
| bronze   | Bridgette Hartley                                               | Londres 2012             | Canoë Kayak        | K1 500 m femmes                      |
| or       | Wayde van Niekerk                                               | Rio 2016                 | Athlétisme         | 400 m hommes                         |
| or       | Caster Semenya                                                  | Rio 2016                 | Athlétisme         | 800 m femmes                         |
| argent   | Luvo Manyonga                                                   | Rio 2016                 | Athlétisme         | Saut en longueur hommes              |
| argent   | Sunette Viljoen                                                 | Rio 2016                 | Athlétisme         | Lancer de javelot femmes             |
| argent   | Lawrence Brittain Shaun Keeling                                 | Rio 2016                 | Aviron             | deux sans barreur hommes             |
| argent   | Cameron van der Burgh                                           | Rio 2016                 | Natation           | 100 m brasse hommes                  |
| argent   | Chad le Clos                                                    | Rio 2016                 | Natation           | 100 m papillon hommes                |
| argent   | Chad le Clos                                                    | Rio 2016                 | Natation           | 200 m nage libre hommes              |
| bronze   |                                                                 | Rio 2016                 | Rugby à 7          | Tournoi masculin                     |
| bronze   | Henri Schoeman                                                  | Rio 2016                 | Triathlon          | Triathlon masculin                   |